# Feyenoord Rotterdam
El Feyenoord Rotterdam és un equip de futbol de la ciutat de Rotterdam, als Països Baixos juntament amb l'Sparta i l'SBV Excelsior. Va ser fundat el 1908 i actualment juga a la primera divisió de la lliga neerlandesa, l'Eredivisie. És el tercer club amb més títols dels Països Baixos, després de l'Ajax Amsterdam i el PSV Eindhoven. Manté una rivalitat amb l'Ajax d'ençà 1921 conegut com a De Klassieker (El clàssic).

## Història

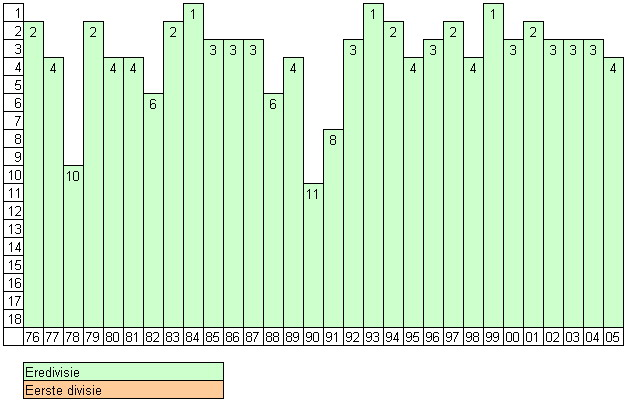
Gràfica Feyenoord 1976-2005

El Feyenoord va ser fundat amb el nom de Wilhelmina el 19 de juliol de 1908. Lluïa samarreta vermella amb les espatlles blaves i pantaló blanc. Entre 1908 i 1912 sofrí diversos canvis de nom i colors, esdevenint Hillesluise Football Club el 1909 i RVV Celeritas el 1911. Després de guanyar la promoció a l'Associació Neerlandesa de Futbol el 1912, el club fou reanomenat i esdevingué RV&AV Feijenoord, nom del districte on va ser fundat i canvià d'uniforme adoptant la samarreta a meitats vermella i blanca i pantalons negres. L'any 1973 el club decidí canviar el nom a SC Feyenoord, més fàcil de pronunciar que la grafia "ij" per la gent de fora del país. El 1978, el club dividí les parts professionals i amateurs en dos clubs separats, el Feyenoord Rotterdam pels professionals i l'Sportclub Feyenoord pels amateurs.

## Uniforme
- Uniforme titular: Samarreta dividida verticalment, amb la part esquerra vermella i l'altra blanca, pantalons i mitges negres.
- Uniforme alternatiu: Samarreta blava, pantalons i mitges blanques.

## Palmarès[11][12]

### Tornejos nacionals
- Eredivisie:[13]
  - 1924, 1928, 1936, 1938, 1940, 1961, 1962, 1965, 1969, 1971, 1974, 1984, 1993, 1999, 2017, 2023
- Copa dels Països Baixos:[14]
  - 1930, 1935, 1965, 1969, 1980, 1984, 1991, 1992, 1994, 1995, 2008, 2016, 2018, 2024
- Supercopa dels Països Baixos:
  - 1991, 1999, 2017, 2018, 2024

### Tornejos internacionals
- Copa d'Europa (1):[15]
  - 1969-70.
- Copa Intercontinental (1):
  - 1970.
- Copa de la UEFA (2):[16]
  - 1973-74, 2001-02.
- Copa Benelux (2):
  - 1958, 1959.

## Jugadors històrics destacats
- Paul Bosvelt
- Giovanni van Bronckhorst
- Johan Cruyff
- Ed de Goey
- Ruud Gullit
- Willem van Hanegem
- Puck van Heel
- Pierre van Hooijdonk
- Rinus Israël
- Wim Jansen
- Ronald Koeman
- Dirk Kuyt
- Roy Makaay
- John Metgod
- Coen Moulijn
- Jason Oost.
- Robin van Persie
- Eddy Pieters Graafland
- Gaston Taument
- Rob Witschge
- Julio Ricardo Cruz
- Bart Goor
- Bonaventure Kalou
- Salomon Kalou
- Jon Dahl Tomasson
- Shinji Ono
- Jerzy Dudek
- Euzebiusz Smolarek
- Włodzimierz Smolarek
- Ioan Ovidiu Sabău
- Igor Korneev
- Ove Kindvall
- Henrik Larsson

## Galeria

Primer logo amb el nom Feijenoord (1912)
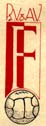
Logo el 1924
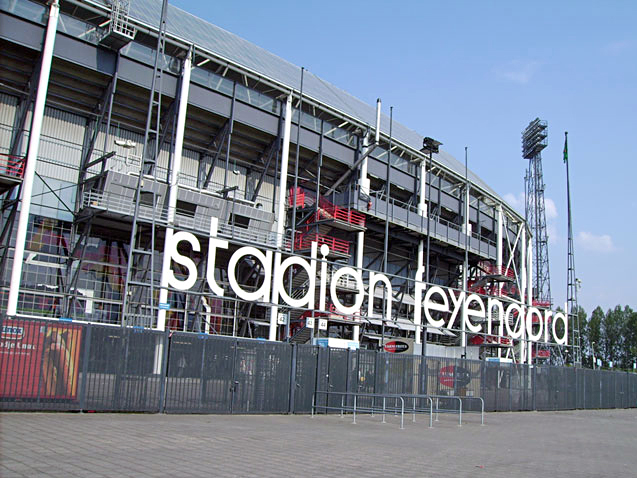
Stadion Feijenoord, també conegut com De Kuip
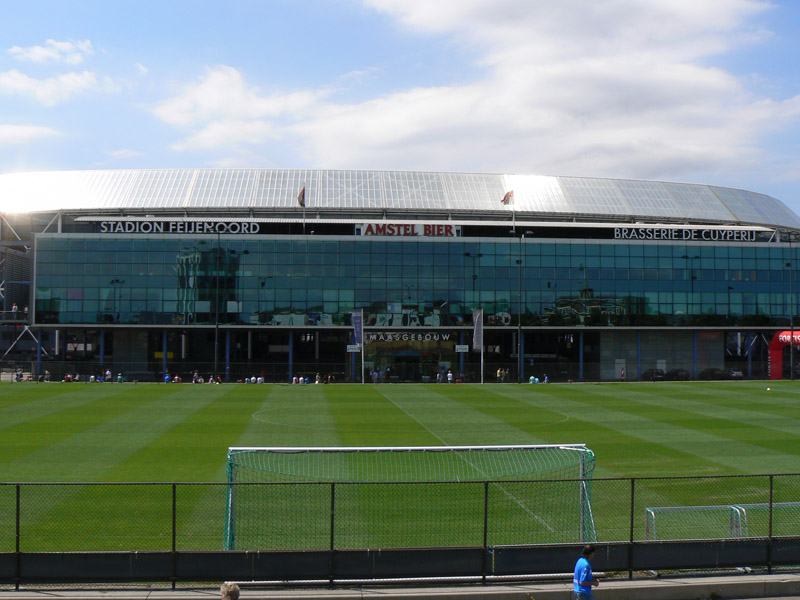
Estadi De Kuip el 2006
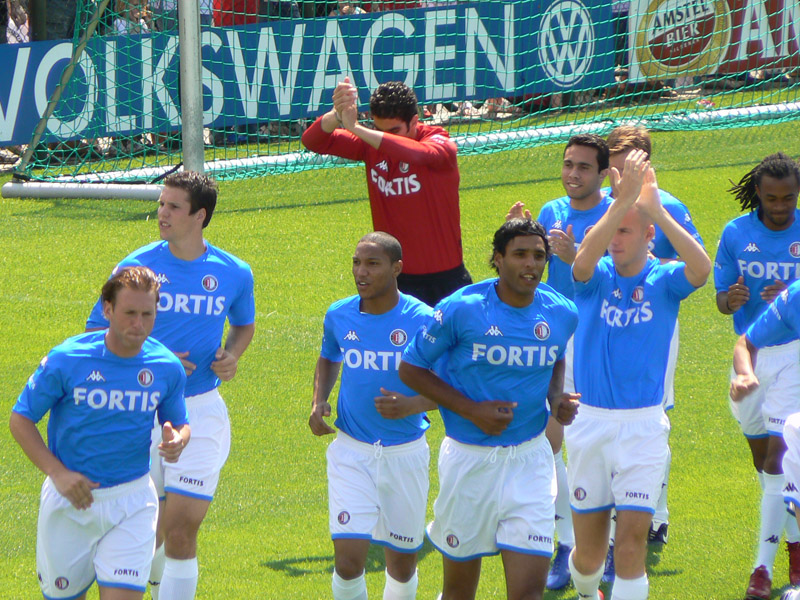
Jugadors
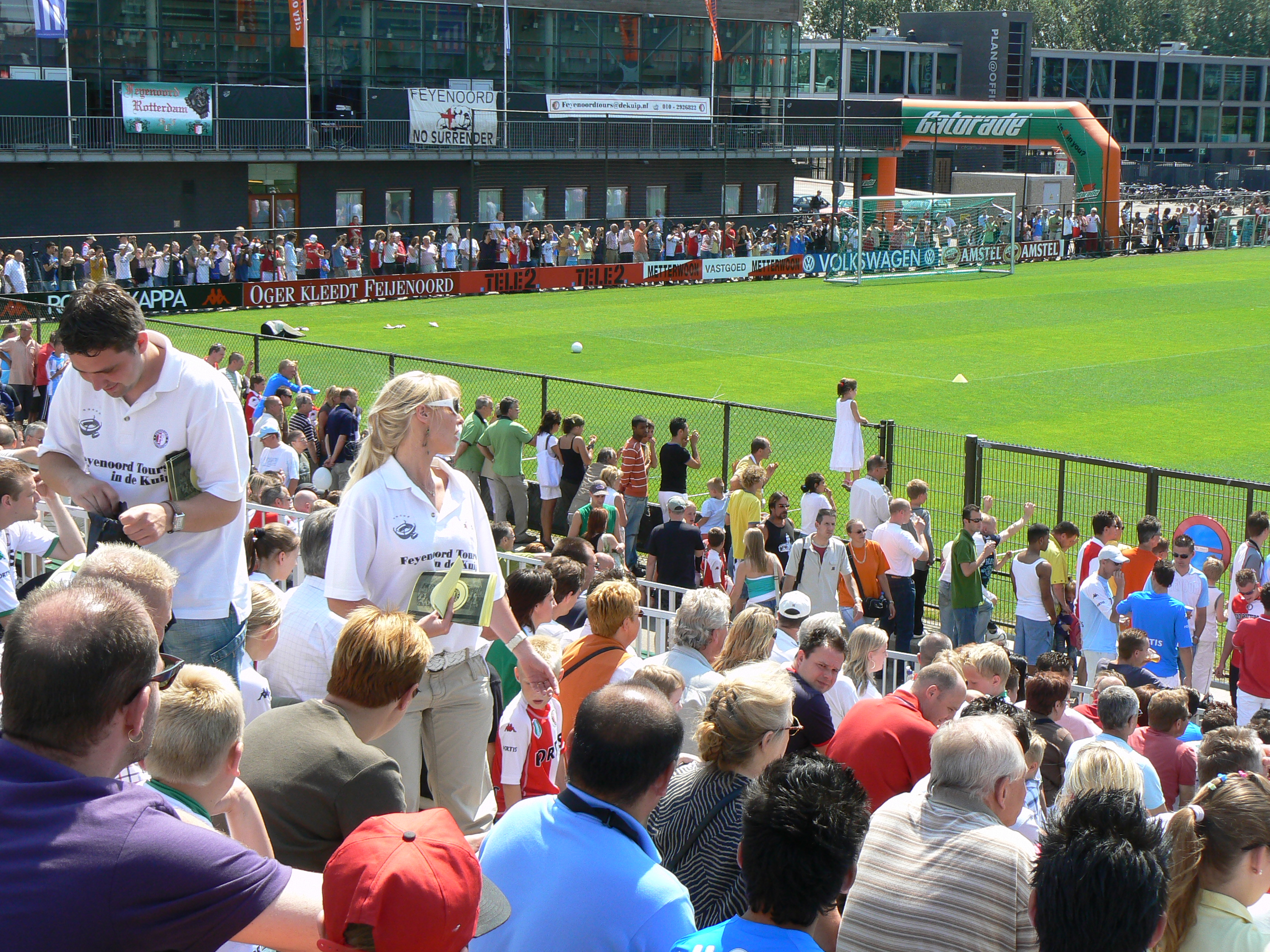
Aficionats